# Пурнема
Пу́рнема — село в Онежском районе Архангельской области, входит в состав Покровского сельского поселения.

## География

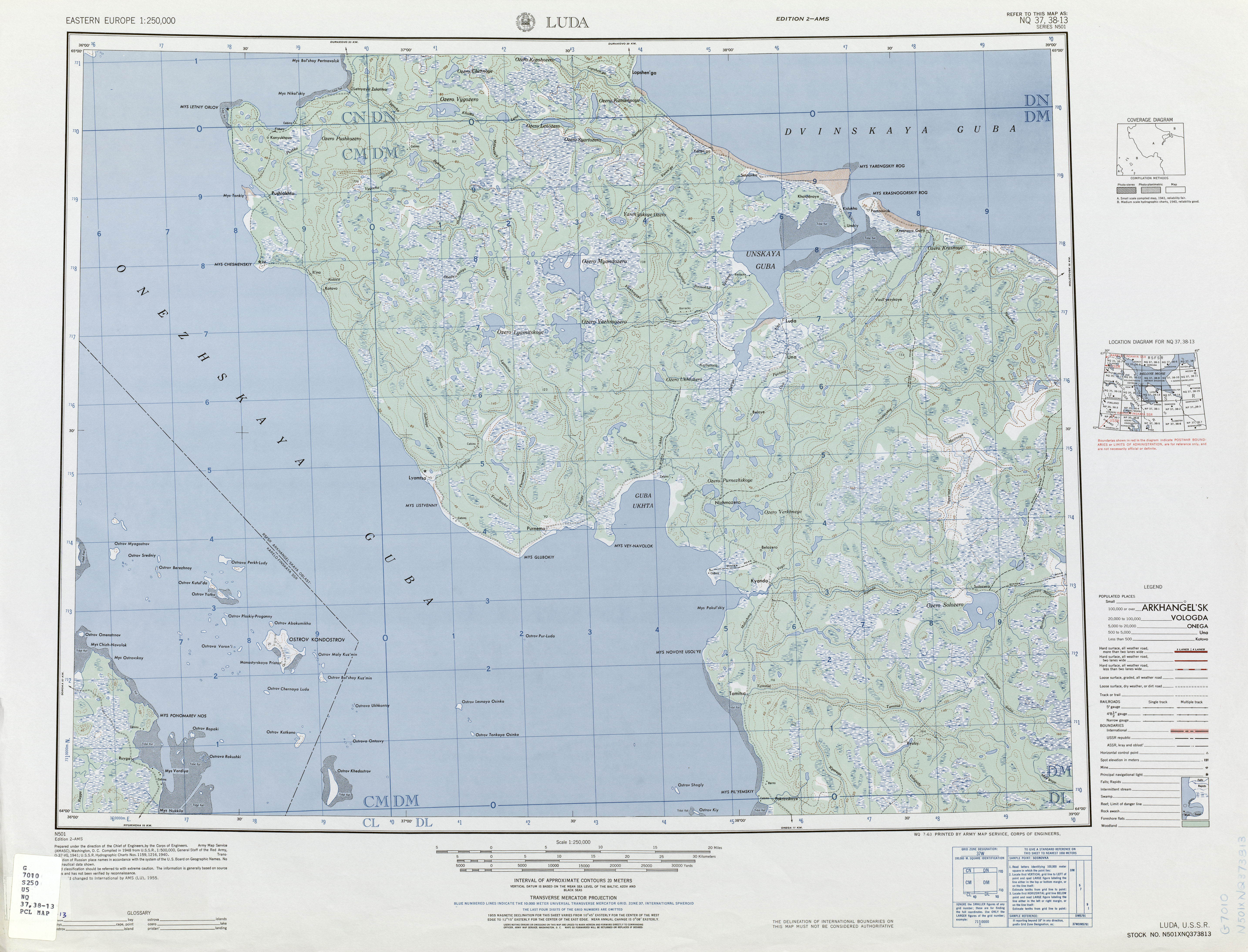
Пурнема на листе NQ 35-12, из набора карт Восточной Европы Картографической военной службы США.
(Серия 501. 1954. Масштаб 1:250 000.)

Село Пурнема расположено к востоку от Лямцы на Онежском полуострове, на высоком берегу Онежского залива Белого моря, в устье реки Пурнема. Пурнема разделена глубоким оврагом на две части.
Часть Онежского берега, на котором расположена Пурнема, имеет название Лямицкий берег.

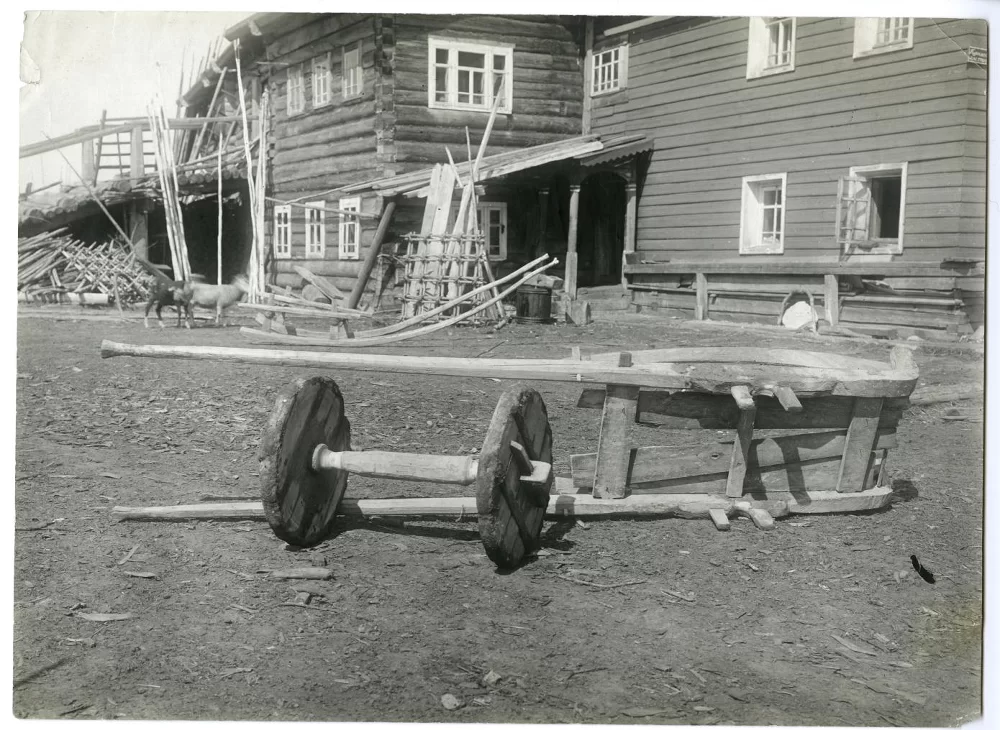
Онежский уезд, Пурнема 1910 год

## История
Судя по данным микротопонимики, автохтонное население Онежского полуострова говорило на финно-угорском языке, близком к языку вепсов. Освоение Онежского полуострова славянами началось, вероятно, в X—XII веках. Северо-восточное побережье, называемое Летним берегом, осваивалось двинянами, юго-западное (Лямицкий берег) — выходцами из собственно новгородских земель. С 1397 года двинские земли отошли к Московскому государству, граница между новгородскими и двинскими землями проходила по Баневу наволоку — где-то около Яреньги. Время появления селений на юго-западном берегу неизвестно, но в копийных книгах Соловецкого монастыря, в XVI веке активно скупавшего и получавшего в дар соляные варницы, поля и пожни в Поморье, Пурнема впервые упоминается в 1544 году — в это время (1551 год) это уже многодворная волость, состоящая из 8 деревень, от 1 до 8 дворов в каждой, и погост с церковью Николая чудотворца, в ней поп Иван и пономарь Иванко, всего в волости 34 двора.
В 1617 году Пурнема и соседняя с ней Лямца были приписаны к Соловецкому монастырю, но во время Соловецкого восстания в 1668 году вновь отписаны Дворцовому приказу (жители переведены из разряда монастырских крестьян в дворцовые крестьяне). В это время в Пурнеме крестьянских дворов 23, людей в них 27 человек, бобыльских 14 дворов, людей в них 27 человек.
В 1888 году прихожан в Пурнемском приходе было 797 человек. 3 февраля 1889 года в приходе открыта церковно-приходская школа. В 1894 году в ней обучалось 26 мальчиков и 6 девочек. Учителем в школе была окончившая курс в архангельском епархиальном училище в 1896 г. дочь священника девица Клавдия Ивановна Иванова (р. ок. 1870, Холмогоры). В декабре 1917 года в Пурнеме проходил съезд духовенства и мирян, представителей от 2-го благочиния Онежского уезда, принявший устав союза, объединяющего духовенство и мирян.
С 1785 года по 1841 год и с 1903 года по 1924 год Пурнема — центр Пурнемской волости и Пурнемского сельского общества. С 1924 года по 1958 год — в составе Кяндского сельсовета (в период с 1940 года по 1958 год — в составе Беломорского района). С 1958 года — центр Пурнемского сельсовета. С 2006 года — в составе МО «Покровское».

## Население
| 1668 | 1865 | 1895 | 1918 | 1920  | 1998 | 2002 |
| ---- | ---- | ---- | ---- | ----- | ---- | ---- |
| 54   | ↗605 | ↗827 | ↘744 | ↗1039 | ↘221 | ↗222 |
| 2008 | 2009 | 2010 | 2012 |       |      |      |
| ↘203 | ↘184 | ↘169 | ↗195 |       |      |      |

В 2009 году числилось 184 человека, из которых 56 пенсионеров.

## Экономика
В XV—XIX веке основными занятиями населения были охота на морского зверя (белуха (млекопитающее инфраотряда китообразных), нерпа), земледелие (ячмень, рожь, репа, капуста, позднее, картофель), животноводство (молочный скот, лошади, овцы), рыбная ловля (сёмга, кумжа, навага, камбала), солеварение (особенно развитое в XV—XVII веках). В 1615 году в Пурнеме было 2 варницы, принадлежащих Соловецкому монастырю — одна в Ручьях, другая у моря между Пурнемой и Лямцей. В 1617 году монастырских варниц было уже 4, в шестидесятые годы XVII века в пурнемском монастырском усолье действовало 5 варниц в самой волости и 2 варницы на реке Вейге. По количеству производимой соли Пурнемское усолье, начиная со 2-й четверти XVII столетия, не уступало Нёноцкому и другим крупным усольям. В 1633—1642 годах монастырь вывозил в Холмогоры от 10,2 до 18,6 тысяч пудов соли в год. Позже в число занятий населения входит отхожий промысел, в основном работа на лесозаводах в Онеге. В реке Вейге и в Вороньем ручье добывали жемчуг (бисер). В середине XIX века в среднем в год в Пурнеме строился один карбас и одна лодка. До начала XX века сохранялось, кроме прочего, и подсечное земледелие. В селе были две мельницы и почтовый стан. В 1920-х годах — 6 парусных палубных судов, в том числе двухмачтовые.
В период коллективизации, в 1930 году, в Пурнеме был организован колхоз «Беломор», вошедший в товарищество по добыче рыбы (сёла Лямца и Нижмозеро). С 1957 года — рыболовецкий колхоз «40 лет Октября». В апреле 1960 с колхозом «40 лет Октября» были объединены колхозы «Новая жизнь» (Лямца) и «Красный Север» (Нижмозеро). В 1951 г. в Пурнеме была построена гидроэлектростанция, действовавшая до середины 1960-х годов. В 1980 году колхоз приобрёл траулер «Новоспасск», а в 1987 году ещё одно судно, траулер «Пурнема». В 2009 году в колхозе работало 36 человек. Продолжает работать школа и почта. До деревни можно доехать на автомобиле. Ранее выполнялись пассажирские авиарейсы в Онегу самолётом Ан-2.

## Достопримечательности
- Никольская летняя шатровая церковь — самый древний храм на побережьях Белого моря. Освящена в 1618 году. Возможно, была построена в конце XVI века или в самом начале XVII века[18]. После закрытия церкви (ок. 1930 года), здание использовалась как колхозный зерновой склад. В 1990—1991 годах храм был отремонтирован. Второй храм — зимняя церковь во имя Рождества Христа с приделом Святого Власия — построен по благословению преосвященного Иосаафа, епископа Архангельского и Холмогорского, в 1762 г. на месте сгоревшей церкви во имя священномученика Власия[19]. В описании приходов и церквей Архангельской губернии В. А. Смирнова[20] строительство Христорождественской церкви отнесено, по-видимому, ошибочно, к 1860 г. Над иконостасами Пурнемских церквей в 90-х годах XVIII века работали онежские иконописцы Григорий Фёдорович Максимов и Иван Иванович Богда́нов-Карбато́вский[21]. После закрытия зимняя церковь долго использовалась как клуб, сейчас разрушается. Колокольня с пятью колоколами высотой 10 саженей, построенная в 1775 году, рухнула в 1930-х годах. Колокола были вывезены в Архангельск. В бывшей часовне сейчас сельский магазин. Летом 2020 года оба храма, работы по реставрации которых займут около 5 лет, переданы под управление «Кенозерского национального парка»[22].
- Развалины архаичного по строению ряжевого моста через овраг и Коловый ручей в центре деревни[23]. Принято считать, что мосту этому 300 лет[24] — в действительности он был построен после разрушительного паводка 1928 года, уничтожившего предшествующий мост, находившийся ниже по ручью на исчезнувшей сейчас дороге перед первым (с морской стороны) рядом домов Середнего Посада.
- Дом Гориных в Середнем Посаде с глинобитной печью, по семейному преданию Гориных построенный строителями Пурнемской церкви (вероятно, в 1762 или в 1860 году) и соседний «двойной» дом, ранее принадлежавший Крюковым.
- Памятник землякам, погибшим в Великую Отечественную войну 1941—1945 гг., с именами погибших.

### Карты
- Пурнема. Публичная кадастровая карта
- Топографическая карта Q-37-31_32.